# 48435 Jaspers
48435 Jaspers è un asteroide della fascia principale. Scoperto nel 1989, presenta un'orbita caratterizzata da un semiasse maggiore pari a 2,7453042 UA e da un'eccentricità di 0,1463836, inclinata di 9,10803° rispetto all'eclittica.